# سكة حديد بيلاتوس

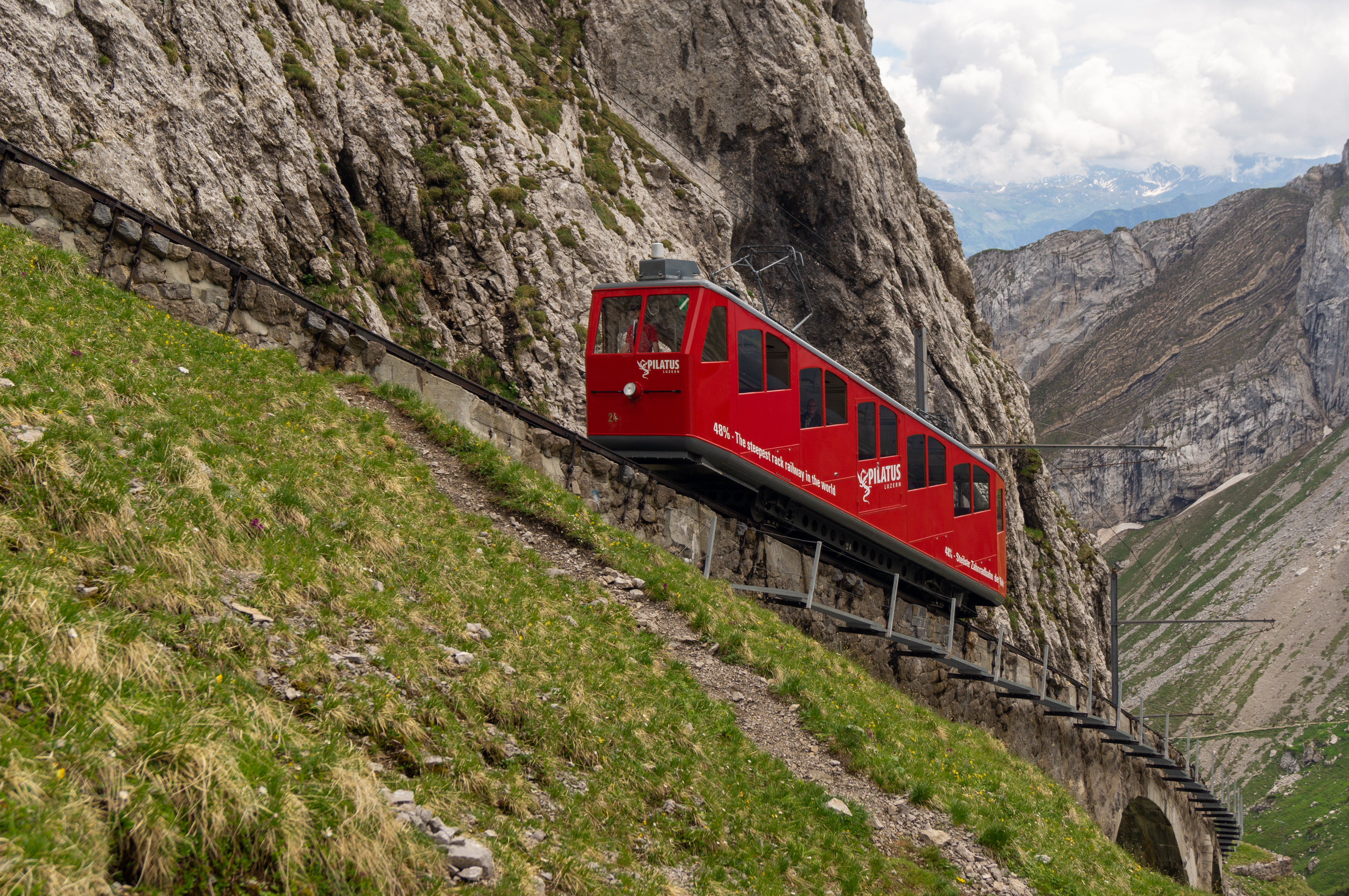
سكة حديد بيلاتوس في سويسرا

سكة حديد بيلاتوس (بالألمانية: Pilatusbahn) هي سكة حديد جبلية على جبل بيلاتوس في سويسرا وهي أكثر سكة حديد مسننة انحداراً في العالم.
يصل أكبر مستوى انحدار في السكة إلى 48%؛ أما وسطياً فتبلغ قيمة الانحدار مقدار 35%؛ وينتهي القطار في قمة جبل بيلاتوس على ارتفاع 2,073 متر فوق سطح البحر.